# Aftokinitodromos 13
Der Aftokinitodromos 13 / Αυτοκινητόδρομος 13 (griechisch für ‚Autobahn 13‘) ist eine geplante griechische Autobahn als Verbindung der Autobahn 1 bei Thiva mit der Autobahn 6 bei Elefsina. Ihr Verlauf entspricht grob dem Verlauf der bestehenden Nationalstraße 3.